# Saison 2022-2023 du Toulouse Football Club
Maillots
Chronologie
Saison précédente Saison suivante
La saison 2022-2023 du Toulouse Football Club voit le club s'engager dans la Ligue 1, après avoir terminé Champion de Ligue 2 la saison précédente et la Coupe de France.
Damien Comolli entame sa troisième saison en tant que président.
Philippe Montanier entame sa deuxième saison en tant qu'entraîneur.
Le club termine à la treizième place (sur vingt) avec un bilan de treize victoires, neuf matchs nuls et seize défaites. Il remporte également la coupe de France, pour la première fois de sonhistoire (son prédécesseur le Toulouse Football Club, l'avait déjà remporté en 1957).

## Transferts
Alors que de nombreux cadres du club n'ont plus qu'une année de contrat, le mercato estival est assez calme. Côté départ, deux joueurs phares, tous deux formés au club, sont vendus : le défenseur franco-guinéen, Bafodé Diakité, est vendu au LOSC Lille pour 2,5 à 3 millions d'euros, et l'attaquant français Nathan Ngoumou est transféré au Borussia Mönchengladbach pour 8 millions d'euros,. Trois autres joueurs sont également vendus, Kalidou Sidibé à l'US Quevilly-Rouen, Samuel Kasongo à l'AC Bellinzone et Steve Mvoué au RFC Seraing,. À ces ventes s'ajoutent cinq prêts : Sam Sanna (Stade lavallois), Mamady Bangré (US Quevilly-Rouen), Naatan Skyttä (Viking FK), Tom Rapnouil (OFK Botev Vratsa) et Kléri Serber (OFK Botev Vratsa),.

Côté arrivées, le TFC engage six nouveaux joueurs, cinq transferts et un prêt. Zakaria Aboukhlal, attaquant marocain en provenance de l'AZ Alkmaar pour 2 millions d'euros, Thijs Dallinga, attaquant néerlandais en provenance de l'Excelsior Rotterdam pour 2,5 millions d'euros, Oliver Zandén, défenseur suédois en provenance de l'IF Elfsborg pour 1,5 million d'euros, Veljko Birmančević, ailier serbe en provenance du Malmö FF pour 4,1 millions d'euros, Kjetil Haug, gardien norvégien en provenance de Vålerenga Fotball, et Cháris Tsingáras, milieu grec prêté par le PAOK Salonique,.
À l'inverse du mercato estival, le mercato hivernal toulousain est animé, avec quatre arrivées et quatre départ, plus la cas Skyttä, revenu de prêt pour repartir dans la foulée. C'est la première fois depuis que Damien Comolli préside le club que le marché de janvier est aussi mouvementé. La première des quatre recrues est le latéral droit norvégien Warren Kamanzi, jeune international U21, transféré en provenance de Tromsø IL dès l'ouverture du marché. Deux semaine plus tard la deuxième recrue concerne est aussi un arrière latéral, mais côté gauche cette fois. L'international chilien Gabriel Suazo, capitaine de Colo-Colo. Libre de tout contrat il s'engage avec Toulouse pour trois ans et demi, dans l'optique du départ prochain du titulaire du poste, Issiaga Sylla. Puis la semaine suivante le club annonce deux nouvelle recrue. D'abord le milieu suisse des Young Boys de Berne, Vincent Sierro. À vingt-sept ans il a un profil proche de celui du meneur de jeu du TFC, le néerlandais Branco van den Boomen en fin de contrat à la fin de la saison. Comme pour Suazo avec Sylla, cette signature semble être l'anticipation du départ d'un cadre de l'équipe. Le lendemain c'est la quatrième recrue toulousaine de l'hiver qui est officialisée, en la personne de l'attaquant néerlandais Saïd Hamulic, transféré pour 2,2 millions d'euros depuis le club polonais du Stal Mielec,.

À trois jours de la fin du mercato, Toulouse compte quatre recrues et aucun départ, mais ceux-ci se précipitent dans les derniers jours. C'est d'abord l'attaquant Yanis Begraoui qui le 29 janvier est prêté jusqu'à la fin de la saison au Pau FC, puis le défenseur Issiaga Sylla et ses 211 matchs avec le TFC qui, en fin de contrat à la fin de la saison, quitte son club formateur et s'engage librement avec le voisin montpeliérain,. Le jeune milieu de terrain offensif finlandais Naatan Skyttä, à peine rentré de son prêt norvégien au Viking FK, est prêté de nouveau, au Danemark cette fois, dans le club d'Odense Boldklub, tandis que l'attaquant jamaïcain Junior Flemmings est prêté en Ligue 2 chez les Chamois niortais.

### Mercato d'été

#### Départs
Mamady Bangré est prêté à l'US Quevilly-Rouen.
Sam Sanna est prêté au Stade lavallois.
Bafodé Diakité est transféré au LOSC Lille.
Kalidou Sidibé est transféré à l'US Quevilly-Rouen.
Samuel Kasongo est transféré à l'AC Bellinzone.
Naatan Skyttä est prêté sans option au Viking FK jusqu'au 31 décembre.
Nathan Ngoumou est transféré au Borussia Mönchengladbach.
Tom Rapnouil et Kléri Serber sont prêtés au OFK Botev Vratsa.
Steve Mvoué est transféré au RFC Seraing.

#### Arrivées
Kalidou Sidibé revient de son prêt de l'US Quevilly-Rouen.
Samuel Kasongo revient de son prêt de Neuchâtel Xamax.
Zakaria Aboukhlal signe au Toulouse FC pour une durée de 4 ans.
Kjetil Haug signe au Toulouse FC pour une durée de 4 ans.
Thijs Dallinga signe au Toulouse FC pour une durée de 4 ans.
Oliver Zandén signe au Toulouse FC pour une durée de 4 ans.
Cháris Tsingáras est prêté une saison au Toulouse FC.
Veljko Birmančević signe au Toulouse FC pour une durée de 4 ans.

### Mercato d'hiver

#### Départs
Yanis Begraoui est prêté au Pau FC sans option d'achat jusqu'à la fin de la saison.
Naatan Skyttä est prêté au Odense Boldklub sans option d'achat jusqu'à la fin de la saison.
Isak Pettersson quitte le Toulouse FC et signe au Stabæk Fotball.
Issiaga Sylla quitte le Toulouse FC et signe au Montpellier HSC.
Junior Flemmings est prêté au Chamois niortais FC sans option d'achat jusqu'à la fin de la saison.

#### Arrivées
Naatan Skyttä revient de son prêt du Viking FK.
Warren Kamanzi signe au Toulouse FC pour une durée de 3 ans.
Gabriel Suazo signe au Toulouse FC pour une durée de 3 ans et demi.
Vincent Sierro signe au Toulouse FC pour une durée de 3 ans et demi.
Saïd Hamulic signe au Toulouse FC pour une durée de 4 ans et demi.

## Joueurs et encadrement technique

### Effectif professionnel actuel
Le tableau ci-dessous recense l'effectif professionnel actuel du Toulouse Football Club pour la saison 2022-2023.

## Compétitions

### Championnat
La Ligue 1 2022-2023 est la quatre-vingt-cinquième édition de Ligue 1. L'épreuve est disputée par vingt clubs réunis dans un seul groupe et se déroulant par matches aller et retour, soit une série de trente-huit rencontres.

### Retour

#### Classement
| Rang | Équipe               | Pts | J  | G  | N  | P  | Bp | Bc | Diff | Qualification ou relégation                               |
| ---- | -------------------- | --- | -- | -- | -- | -- | -- | -- | ---- | --------------------------------------------------------- |
| 11   | Stade de Reims       | 51  | 38 | 12 | 15 | 11 | 45 | 45 | 0    |                                                           |
| 12   | Montpellier HSC      | 50  | 38 | 15 | 5  | 18 | 65 | 62 | +3   |                                                           |
| 13   | Toulouse FC P C      | 48  | 38 | 13 | 9  | 16 | 52 | 58 | −6   | Qualification pour la phase de groupes de la Ligue Europa |
| 14   | Stade brestois 29    | 44  | 38 | 11 | 11 | 16 | 44 | 54 | −10  |                                                           |
| 15   | RC Strasbourg Alsace | 40  | 38 | 9  | 13 | 16 | 51 | 59 | −8   |                                                           |

#### Évolution du classement et des résultats
| Journée  | 1  | 2 | 3 | 4  | 5  | 6  | 7  | 8  | 9  | 10 | 11 | 12 | 13 | 14 | 15 | 16 | 17 | 18 | 19 | 20 | 21 | 22 | 23 | 24 | 25 | 26 | 27 | 28 | 29 | 30 | 31 | 32 | 33 | 34 | 35 | 36 | 37 | 38 |
| -------- | -- | - | - | -- | -- | -- | -- | -- | -- | -- | -- | -- | -- | -- | -- | -- | -- | -- | -- | -- | -- | -- | -- | -- | -- | -- | -- | -- | -- | -- | -- | -- | -- | -- | -- | -- | -- | -- |
| Rang     | 10 | 4 | 6 | 10 | 13 | 15 | 11 | 12 | 12 | 11 | 9  | 10 | 11 | 12 | 12 | 13 | 12 | 12 | 12 | 12 | 12 | 12 | 11 | 11 | 11 | 12 | 11 | 12 | 13 | 12 | 12 | 12 | 13 | 13 | 13 | 13 | 13 | 13 |
| Résultat | N  | V | N | D  | D  | D  | V  | D  | V  | N  | V  | N  | D  | D  | D  | D  | V  | V  | N  | V  | V  | D  | V  | D  | D  | D  | V  | D  | D  | V  | D  | V  | D  | N  | N  | N  | N  | V  |

## Statistiques

### Statistiques des buteurs
| R     | Nom                   | Ligue 1 | Coupe de France | Total |
| ----- | --------------------- | ------- | --------------- | ----- |
| 1     | Thijs Dallinga        | 12      | 6               | 18    |
| 2     | Zakaria Aboukhlal     | 10      | 5               | 15    |
| 3     | Farès Chaïbi          | 5       | 3               | 8     |
| 4     | Rafael Ratão          | 5       | 1               | 6     |
| 4     | Branco van den Boomen | 5       | 1               | 6     |
| 5     | Brecht Dejaegere      | 4       | 0               | 4     |
| 6     | Stijn Spierings       | 2       | 1               | 3     |
| 6     | CSC                   | 1       | 2               | 3     |
| 7     | Anthony Rouault       | 2       | 0               | 2     |
| 7     | Ado Onaiwu            | 2       | 0               | 2     |
| 7     | Logan Costa           | 0       | 2               | 2     |
| 7     | Rhys Healey           | 2       | 0               | 2     |
| 8     | Mikkel Desler         | 1       | 0               | 1     |
| 8     | Yanis Begraoui        | 0       | 1               | 1     |
| 8     | Naatan Skyttä         | 0       | 1               | 1     |
| 8     | Veljko Birmančević    | 0       | 1               | 1     |
| 8     | Gabriel Suazo         | 0       | 1               | 1     |
| Total | Total                 | 51      | 25              | 76    |

### Statistiques des passeurs
| R     | Nom                   | Ligue 1 | Coupe de France | Total |
| ----- | --------------------- | ------- | --------------- | ----- |
| 1     | Branco van den Boomen | 8       | 5               | 13    |
| 2     | Farès Chaïbi          | 6       | 3               | 9     |
| 3     | Rafael Ratão          | 4       | 0               | 4     |
| 4     | Zakaria Aboukhlal     | 3       | 0               | 3     |
| 4     | Thijs Dallinga        | 1       | 2               | 3     |
| 5     | Rasmus Nicolaisen     | 2       | 0               | 2     |
| 5     | Moussa Diarra         | 2       | 0               | 2     |
| 5     | Mikkel Desler         | 2       | 0               | 2     |
| 5     | Gabriel Suazo         | 1       | 1               | 2     |
| 5     | Stijn Spierings       | 0       | 2               | 2     |
| 6     | Denis Genreau         | 1       | 0               | 1     |
| 6     | Ado Onaiwu            | 1       | 0               | 1     |
| 6     | Brecht Dejaegere      | 1       | 0               | 1     |
| 6     | Anthony Rouault       | 1       | 0               | 1     |
| 6     | Logan Costa           | 0       | 1               | 1     |
| 6     | Warren Kamanzi        | 0       | 1               | 1     |
| 6     | Oliver Zandén         | 0       | 1               | 1     |
| Total | Total                 | 33      | 16              | 49    |